# Kristóf Ágota

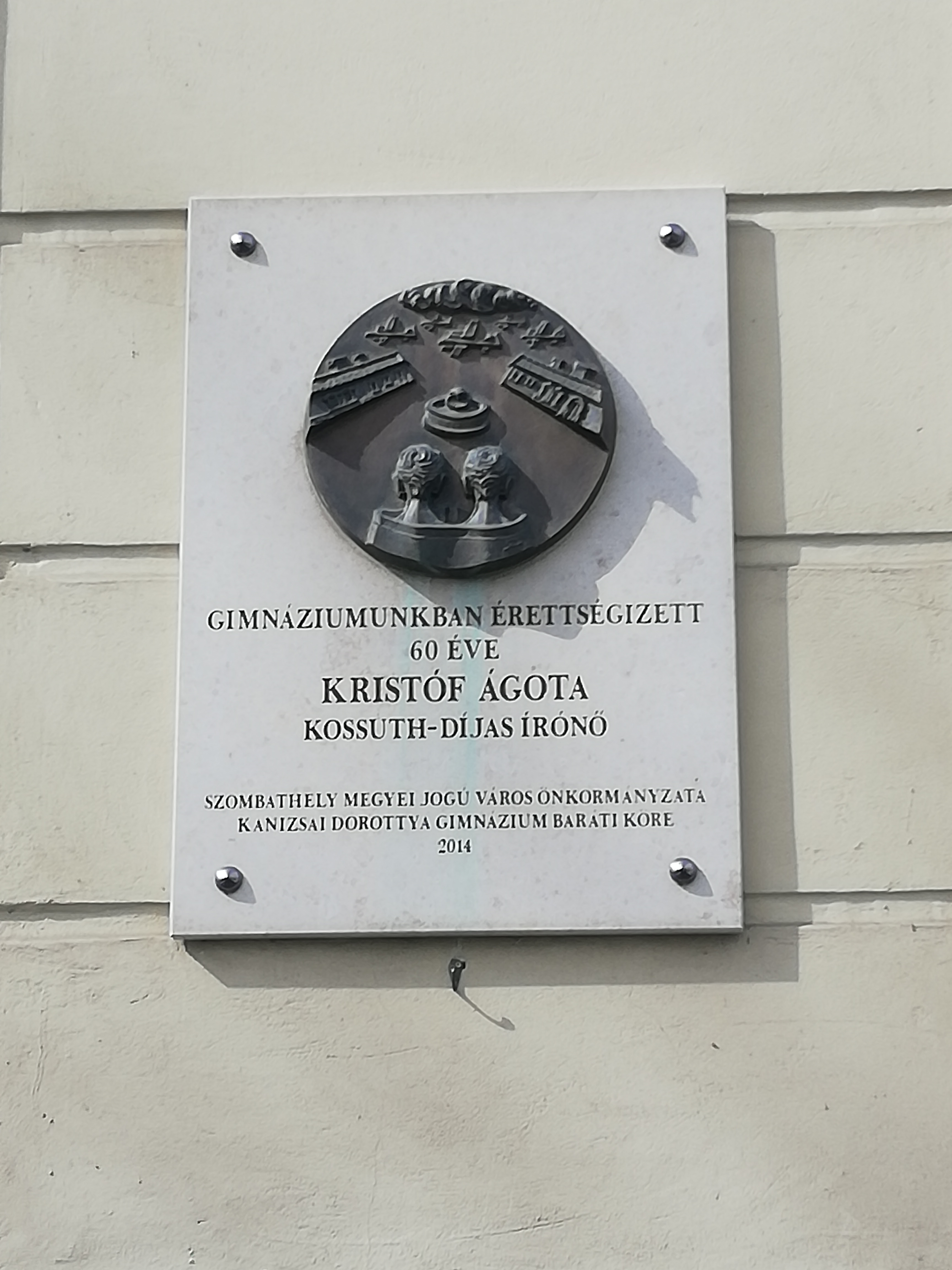
A szombathelyi Kanizsai Dorottya Gimnázium falán elhelyezett emléktáblája (2025)

Kristóf Ágota, Agota Kristof (Csikvánd, 1935. október 30. – Neuchâtel, Svájc, 2011. július 27.) Kossuth-díjas, magyar származású svájci író. Műveit francia nyelven írta.

## Élete
Gyermekkorát két testvérével, Attilával és Jenővel együtt Csikvándon töltötte. Édesapja, Kristóf Kálmán falusi tanító volt, aki fiatalon verseket is írt. Kilencéves, amikor Kőszegre költöztek. Édesapját 1948-ban többéves börtönbüntetésre ítélték, emiatt családja szétszakadt.
Kristóf Ágota Szombathelyen bentlakásos kollégistaként végezte el a Szombathelyi Állami Általános Kanizsai Dorottya Leánygimnáziumot, mivel Kőszegen nem volt leánygimnázium. Első verseit 14 évesen diákévei alatt írta. 1954-ben, röviddel az érettségi után, férjhez ment korábbi történelemtanárához.
1956-ban férjével és néhány hónapos kislányával Svájcba emigrált, és Neuchâtelben telepedett le. Itt óragyárban dolgozott, később eladó lett, azután fogászati asszisztens. Új hazájában kezdetben magyarul írt, főként az asztalfióknak. Költeményeit a Párizsban megjelenő Irodalmi Újság és a Magyar Műhely közölte. Miután megtanult franciául, francia nyelven kezdett el írni , először hangjátékokat és színdarabokat, majd elbeszélő műveket. Időközben első férjétől elvált, majd ismét férjhez ment, második házasságából egy leánya és egy fia született.
1986-ban jelent meg első regénye, Le Grand Cahier, a A nagy füzet. A regény filmadaptációja nyerte el a 48. Karlovy Vary-i Nemzetközi Filmfesztiválon a Kristály Glóbuszt 2013 júliusában. A filmet Szász János rendezte. A nagy füzetet is magába foglaló Trilógia című kötetet 2013-ban, a filmbemutatóval összhangban újra kiadta a Cartaphilus Könyvkiadó. A kötet megjelenésétől fogva szerepel a Bookline sikerlistáján, több ezer példányban kelt el. A regényből Erick Aufderheyde készített színpadi adaptációt, amit 2013. február 15-én mutatott be a Forte Társulat Horváth Csaba (koreográfus) rendezésében a Szkéné Színházban. Ugyanebben az évben a színikritikusok három díjra is jelölték a fizikai színházi előadást: legjobb előadás, legjobb független előadás és a legjobb zene kategóriában.
Kristóf Ágota számára az igazi sikert ezek a franciául írt regények hozták el. Műveit több mint negyven nyelvre fordították le. 
Drámái közül többet színre vittek. Magyarul megjelent prózai művei fordítások.
Ölbei Lívia visszaemlékezése alapján a Vas Népe című napilapban megjelent rá emlékező írásban a Kőszegi Városi Könyvtárban, még 1997-ben tartott találkozóján elhangzott vallomásaira így emlékszik a szerző: "Nem szeretek kimenni az utcára. Félek, hogy rám ismernek, ott a városomban. Szeretném, ha senki se tudná, hogy mit csinálok. Idegen országokban nem bánom, de a megszokott környezetemben zavar...",, majd így folytatta: "Azt is mondta, hogy ha nem lenne ennyire nehezen megközelíthető, visszaköltözne Kőszegre."
Hamvait a kőszegi temetőben helyezték örök nyugalomra. 2011 decemberében a városban az írónőről elnevezett irodalmi kutatóműhelyt hoztak létre.

## Vallomások
Az út Csikvándtól Kínáig
Azt mondta valahol, hogy nem lett jobb az élete az által, hogy elment 56-ban.
Ez igaz, mindig ezt mondom.
Jobb lett volna itthon íróvá válni?
Igen.
Idézet "Az analfabéta" című műből
Több mint harminc éve beszélek, húsz éve írok is franciául, de még mindig nem ismerem. Nem beszélem hiba nélkül, és csak a szótár gyakori használatával tudok rajta helyesen írni. Ezért hívom a francia nyelvet is ellenséges nyelvnek. És van még egy oka, amiért így hívom, és ez az utóbbi súlyosabb. Ez a nyelv az, amelyik folyamatosan gyilkolja az anyanyelvemet.

## Művei

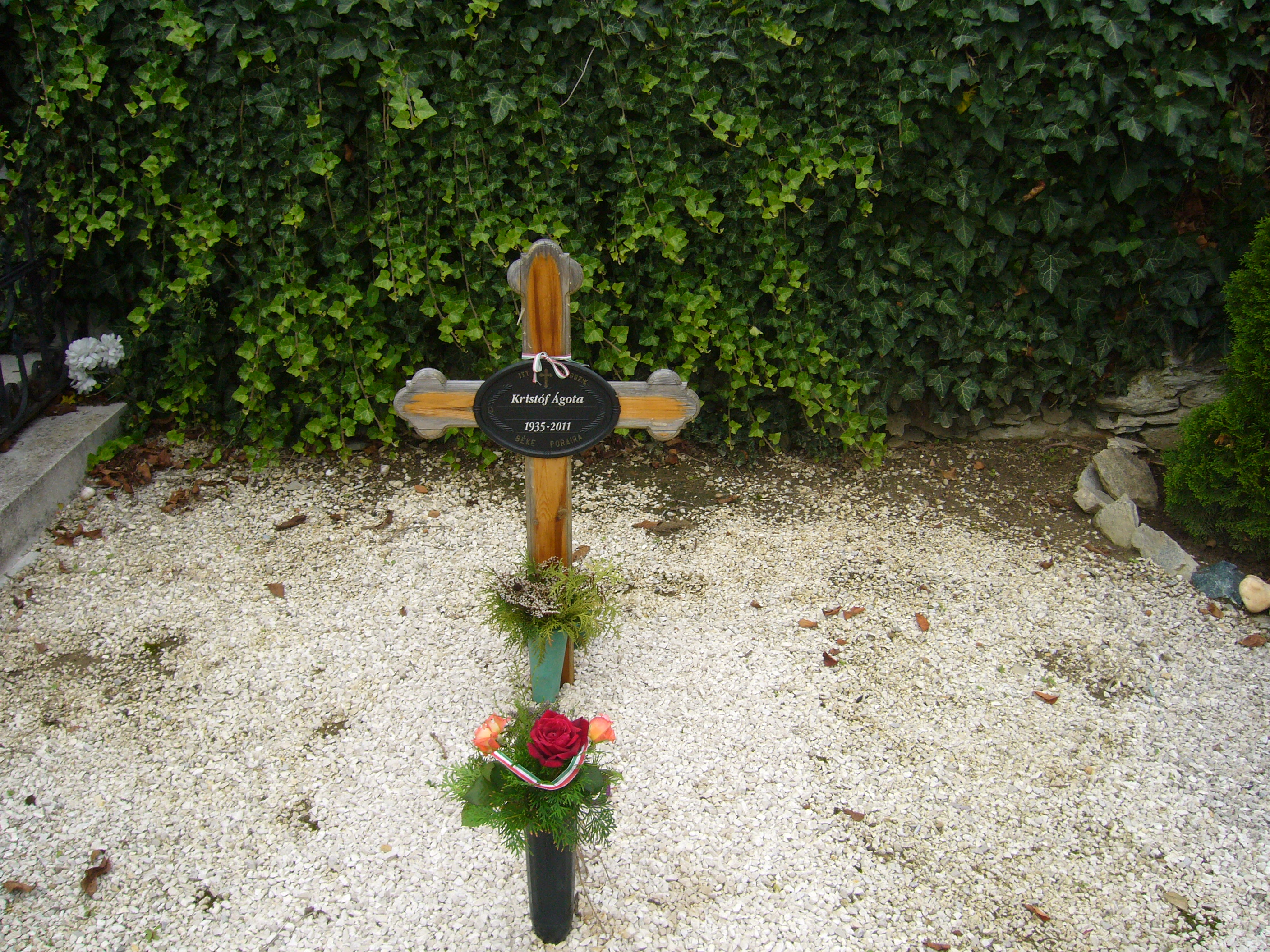
Sírja a kőszegi temetőben

Korai magyar versei soha nem jelentek meg.

### Művei idegen nyelven
- 1986: Le grand cahier / A nagy füzet
- 1988: La Preuve / A bizonyíték
- 1991: Le Troisième mensonge / A harmadik hazugság
- 1995: Hier / Tegnap
- 2004: L’analphabète / Az analfabéta
- 2005: C'est égal / Mindegy
- 2006: La trilogie des jumeaux / Trilógia
- Romans, nouvelles, théâtre complet; Seuil, Paris, 2011
- Clous. Poèmes hongrois et français / Szögek; ford. franciára Maria Maïlat; Zoé, Carouge-Genève, 2016

A francia irodalmi kritika Becketthez és Ionescóhoz hasonlítja, és a 20. század végének egyik legfontosabb alkotójának tekinti.

### Művei magyarul
- A nagy füzet; ford. Bognár Róbert; Magvető, Bp., 1989 (Rakéta Regénytár)
- Trilógia; ford. Bognár Róbert; Magvető, Bp., 1996
- Tegnap; ford. Takács M. József; Magvető, Bp., 2000
- Az analfabéta. Önéletrajzi írások; ford., utószó Petőcz András; Palatinus, Bp., 2007
- Mindegy. Novellák és színművek; ford. Takács M. József; Cartaphilus, Bp., 2007

## Díjai
- ADELF Európai Irodalmi Díj (1986)
- Alberto Moravia-díj (1998)
- Gottfried Keller-díj (2001)
- A Svájci Schiller Alapítvány Schiller-díja (2005)
- Az SWR Legjobb-díja (Preis der SWR-Bestenliste), 2005[10]
- Osztrák Állami Díj az Európai Irodalomért, 2008 (Österreichischer Staatspreis für Europäische Literatur)
- Kossuth-díj (2011)

## Emlékezete
- Síremléke Kőszeg temetőjében található.
- Egykori szombathelyi iskolája, a mai Kanizsai Dorottya Gimnázium Aréna utca felőli falán 2014. március 27-én avatták fel az emléktábláját.[11]
- Nevét őrzi a kőszegi Kristóf Ágota Irodalmi Kutató Műhely.

## Irodalmi hagyatéka
Kristóf Ágota irodalmi hagyatékát 2003-ban vásárolta meg a Helvetica Archives (Svájci Nemzeti Könyvtár). Terjedelme 6 iratfolyóméter.
- Regények, versek kéz- és gépiratban: A nagy füzet, A bizonyíték, A harmadik hazugság, Tegnap, Mindegy, összes színműve, 60 magyarul írt, még kiadatlan verse, különböző szövegkönyvek, jegyzetek és versek
- Magánlevelezés, olvasói levelek, kiadói levelek
- Életrajzi dokumentumok: fényképek (gyermekkori képek is), két magyar iskolai bizonyítvány (1942/1950 és 1951/1954), anyai és apai családfa (2 db fólió), 1954-ben Kőszegen kiállított útlevele, a Neuchâteli Egyetemen 1963-ban francia nyelvből szerzett diplomája, írógépe
- Gyűjtemények: műveinek recenziója (újságcikkek, kivágások), videófelvételek, munkásságának és személyének szentelt írások)[12]